# Water Nymph
Die Water Nymph war eine 27 m lange englische Brigg, die 1840 in Newcastle-upon-Tyne gebaut wurde. Das Schiff lief in der Nacht zum 29. August 1875 in der Ostsee bei Ahrenshoop auf Grund. Das Wrack befindet sich etwa 150 m entfernt vom Strand in 3 m Tiefe. Aufgrund eines erfolglosen Bergeversuchs nach der Havarie liegt das Schiff mit dem Bug zur Seeseite.
Das Schiff wurde 1976 entdeckt. Im Jahr 2002 wurden seine Überreste im Vorfeld einer Strandaufspülung näher untersucht und identifiziert. Das Wrack ist eines von etwa 1.000 bekannten Fundstellen dieser Art an der Küste von Mecklenburg-Vorpommern.